# PH Live
Das PH Live (vollständiger Name: PH Live at Planet Hollywood Resort and Casino, heute Bakkt Theater) ist ein Auditorium, das sich im Planet Hollywood Resort and Casino am Las Vegas Strip befindet. Das PH Live dient als Veranstaltungsort für Ereignisse, wie zum Beispiel Wohltätigkeitsveranstaltungen, Konzerte und Preisverleihungen. Aber das Auditorium dient auch als Austragungsort für Schönheitswettbewerbe, wie Miss Universe, Miss America und Miss USA. 2011 wurde es als eines von den besten Konzerthallen und Theatern in Las Vegas gewählt. Es ist das größte Theater in Paradise.

## Geschichte
Bekannt als das Hotel Aladdin haben sich die Eigentümer dafür entschieden, ein Zentrum der darstellenden Künste zu schaffen, um einen nur wenig genutzten Golfkurs zu ersetzen. Die Planungen haben 1969 begonnen. 1972 wurde das Hotel an Sam Diamond, Peter Wevve, Sorkis Wevve und Richard Daly verkauft. Das PH Live wurde 1976 mit einem Konzert durch Neil Diamond eröffnet. Während der 70er und 80er Jahre ist das Auditorium eine der wichtigsten Bühnen am Las Vegas Strip für viele Künstler des Rock ’n’ Roll geworden. Während der finanziellen Schwierigkeiten des Hotels in den 90er Jahren war das PH Live seine Haupteinnahmequelle. 1998 wurde das Theater geschlossen, während das ursprüngliche Hotel Aladdin gesprengt wurde. Nach einer Renovierung wurde das PH Live im Jahr 2000 durch ein Konzert von Enrique Iglesias wieder eröffnet. Die Kapazität sank von 7500 auf 7000. Durch die Eröffnungen der MGM Grand Garden Arena und des Mandalay Bay Events Center wurde der Veranstaltungsort selten für Musik-Veranstaltungen verwendet. Seit 2010 wird das Theater wieder häufiger für Konzerte benutzt, mindestens 15 Konzerte werden jährlich veranstaltet. 
Das Theater war der Veranstaltungsort von Miss Universe 1991 und 1996, mehrerer Miss-USA- und Miss-America-Wettbewerbe. Am 19. Dezember 2012 fand hier der Miss Universe Wettbewerb 2012 statt.
Am 28. Juni 2012 wurde das Auditorium in "PH Live at Planet Hollywood Resort and Casino" umbenannt. Das Theater hat die Residenz-Show Britney: Piece of Me von Britney Spears veranstaltet, die von 2013 bis November 2016 lief. 2022 hatten die Scorpions eine Residency in dem Theater und gaben 9 ausverkaufte Konzerte. 2024 sind sie wieder mit einer Residency zu Gast in dem Theater.

## Veranstaltungen
Liste ausgewählter Künstlen und Bands, die im PH Live aufgetreten sind:
- Shania Twain
- Def Leppard
- Jethro Tull
- Electric Light Orchestra
- Bob Seger
- Willie Nelson
- Jimmy Buffett
- Heart
- Whitney Houston
- Bobby Brown
- Red Hot Chili Peppers
- Stone Temple Pilots
- Barry Manilow
- Seth MacFarlane
- Linda Ronstadt
- Journey
- A Perfect Circle
- Tool
- Justin Bieber
- Ke$ha
- Nicki Minaj
- Sheryl Crow
- Justin Timberlake
- Alicia Keys
- Christina Aguilera
- Selena Gomez & the Scene
- Loverboy
- Radiohead
- Tears for Fears
- Frank Zappa
- Mötley Crüe
- One Direction
- Barenaked Ladies
- Bob Dylan
- Iron Maiden
- Enrique Iglesias
- Neil Diamond
- Kelly Clarkson
- Big Time Rush
- Pearl Jam
- Prince
- Sonny & Cher
- Ricky Martin
- Yes
- Sarah Brightman
- Stevie Nicks
- Scorpions
- Fleetwood Mac
- Mariah Carey
- Olivia Newton-John
- Donna Summer
- Sade
- Norah Jones
- Dolly Parton
- Aerosmith
- Queen
- Meat Loaf
- Bon Jovi
- Heart
- New Edition
- Lynyrd Skynyrd
- The Fresh Beat Band
- Van Halen
- Kansas
- Alan Parsons
- Paris By Night